# Toumeyella paulista
Toumeyella paulista är en insektsart som beskrevs av Hempel 1932. Toumeyella paulista ingår i släktet Toumeyella och familjen skålsköldlöss. Inga underarter finns listade i Catalogue of Life.